# Meckenbeuren
Meckenbeuren település Németországban, azon belül Baden-Württembergben. Lakosainak száma 13 723 fő (2023. december 31.). Meckenbeuren Eriskirch községgel határos.

## Népesség
A település népessége az elmúlt években az alábbi módon változott:
| Lakosok száma | 9453 | 13 293 | 13 520 | 13 651 | 13 807 | 13 723 |
|               | 1975 | 2017   | 2019   | 2021   | 2022   | 2023   |